# Безлесный (Кемеровская область)
Безлесный — село в Кемеровской области Яйского района. Административный центр Безлесного сельского поселения.

## История
Населенный пункт под названием «Кролики» или «Крольчатник» начался в 1929 году, когда из поселка Щербиновка в пригород г. Анжеро-Судженска завезли несколько десятков кроликов, построили загон для животных площадью 1 га, для кролиководов три жилых дома. Мясо шло в шахтерские столовые города.
В 1938 году построили свинарник, корпус для крупного рогатого скота. Началось интенсивное строительство жилья по улице Ленинградской. К 1940 г. было построено 14 домов, магазин, овощехранилище, склад для зерна. Позже построены конный двор и кузнечная мастерская.
В 1975 г. Указом Президиума ВС РСФСР поселок Крольчатник
переименован в Безлесный.

## География
Находится на севере региона, в 30 километрах от районного центра Яя, в 4-х км от г. Анжеро-Судженск, у р. Кайла.

## Население
| 2010 |
| ---- |
| 380  |

## Инфраструктура
Администрация Безлесного сельского поселения (Сельский Совет Безлесной территории)
- МБОУ «Анжерская основная общеобразовательная школа»;
- МДОУ «Журавушка»;
- Сельская библиотека;
- Дом культуры;
- Фельдшерско-акушерский пункт;
- Почтовое отделение;

## Транспорт
Проходит автодорога муниципального значения.